# Sensationen
Sensationen (originaltitel: His Girl Friday) er en amerikansk filmkomedie fra 1940 instrueret og produceret af Howard Hawks. Filmen har Cary Grant, Rosalind Russell og Ralph Bellamy  i hovedrollerne og har manuskript af Charles Lederer, Ben Hecht og Charles MacArthur efter et skuespil af Hecht og MacArthur med titlen The Front Page. En vigtig forskel fra skuespillet til filmen er, at figuren Hildy Johnson har skiftet køn fra mand til kvinde.
Filmen er blevet valgt som nummer 19 på American Film Institutes liste over de morsomste amerikanske film i det 20. århundrede.

## Handling
Walter Burns (Cary Grant) er en hårdkogt redaktør for The Morning Post, som erfarer, at hans ekskone, Hildegard "Hildy" Johnson (Rosalind Russell), skal giftes med den kedelige forsikringsagent Bruce Baldwin (Ralph Bellamy) og derpå til at leve et stille liv som hjemmegående husmor. Walter beslutter sig for at forpurre denne plan, idet han lokker den modstræbende Hildy til at dække en sidste historie for avisen, som handler om den forestående henrettelse af den dømte morder Earl Williams (John Qualen). Walter gør hvad han kan for at få Hildy til at forlade bladet, heriblandt at få Bruce arresteret gang på gang for opdigtede anklager. Han får endda Hildys strenge kommende svigermor (Alma Kruger) kidnappet.
På et tidspunkt undslipper Earl Williams den forvirrede sherifs (Gene Lockhart) varetægt og dumper praktisk taget ned i Hildys favn. Udsigten til en ægte nyhedssensation viser sig at være for svær at modstå for hende. Hun bliver så optaget af at skrive historien, at hun knap nok opdager, at Bruce indser, at han ikke kan give hende det, hun ønsker, og rejser tilbage til sin hjemby.
Den uhæderlige borgmester (Clarence Kolb) og sheriffen har brug for at blive beskrevet i positive vendinger forud for det kommende valg, så de kan beholde deres poster. Da der kommer et bud med benådningsbrev fra guvernøren, forsøger de at bestikke ham til at tage væk og vende tilbage, når det er for sent og henrettelsen er foretaget. Det finder Walter og Hildy ud af, akkurat inden Walter står til at blive arresteret for kidnapning. 
Efter at historien er skrevet, tilbyder Walter at gifte sig med Hildy igen og tage hende med til Niagara Falls, som de aldrig kom til efter deres første bryllup. Men så finder han ud af, at der er en stor strejke i Albany, som er på vejen til Niagara...

## Medvirkende
- Cary Grant – Walter Burns, redaktør på The Morning Star
- Rosalind Russell – Hildegard "Hildy" Johnson, stjernejournalist
- Ralph Bellamy – Bruce Baldwin, forsikringsagent, Hildys forlovede
- Alma Kruger – Bruces mor
- Gene Lockhart – Peter B. Hartwell, sherif
- Clarence Kolb – Fred, borgmester
- John Qualen – Earl Williams, morddømt fange

## Baggrund / produktion
Oprindeligt var det meningen af lave en direkte filmatiseringen af teaterstykket af samme navn, hvor der var mænd i alle rollerne. Men under prøverne læste Howard Hawks' sekretær replikkerne for Hildy, og Hawks bemærkede, at de lød rigtig godt, når de kom fra en kvinde. Derpå fik han manuskriptet ændret, så Hildy blev kvindelig journalist og redaktør Burns' ekskone. Stort set hele dialogen og figurernes navne (bortset fra Bruce, der i teaterstykket var en kvinde) blev beholdt uændret fra skuespillet. 
Hawks havde problemer med at finde skuespilleren til den kvindelige hovedrolle. Hans første ønske var Carole Lombard, som han havde instrueret nogle år før i Den store scene, men hun var blevet for dyr i forhold til filmens budget. En række andre skuespillere som Katharine Hepburn, Claudette Colbert, Margaret Sullavan, Ginger Rogers og Irene Dunne fik tilbuddet, men afslog. Jean Arthur blev ligeledes tilbudt rollen, men afslog, hvilket kostede hende en udelukkelse fra filmselskabet. 
Han gav nu tilbuddet til Rosalind Russell, der var fornærmet over ikke at have fået chancen fra begyndelsen, og under indspilningerne bemærkede hun, at Hawks behandlede hende nedværdigende. Hun foreholdt ham dette med ordene: "Du ville jo ikke have mig, er det ikke sandt? Okay, men nu hænger ud på mig, og så kan du lige så godt få det bedste ud af det." I sin selvbiografi Life Is a Banquet skrev Russell, at hun mente, at hendes rolle ikke havde så mange gode replikker som Grants, så hun ansatte sin egen forfatter til at peppe sine replikker lidt op. Da Hawks altid opmuntrede sin skuespillere til improvisation, havde hun held til at snige sin forfatters forslag ind i optagelserne. Den eneste, der opdagede hendes initiativ, var Grant, der hilste på Russell hver morgen med ordene: "Hvad har du så med i dag?"
Filmens arbejdstitel var The Bigger They Are og blev indspillet i perioden 27. september – 21. november 1939. Den er kendt for sin dialog i høj hastighed med mange overlapninger mellem figurernes replikker. Dette var bevidst, idet Howard Hawks havde bemærket, at mennesker, der taler sammen, især når de taler hurtigt, har en tendens til at tale hen over hinanden. Derfor blev dialogen skrevet, så begyndelserne og slutningerne af replikkerne egentlig ikke var nødvendige.
Der er også en række indforståede kommentarer i filmen. Grants figur siger på et tidspunkt om Bruce Baldwin siger: "He looks like that fellow in the movies, you know ... Ralph Bellamy." Det var en improviseret replik, og Baldwin spilles netop af Ralph Bellamy. Et andet sted henviser han til en fyr, der kom i vejen for ham tidligere, og omtaler ham som Archie Leach – dette var Grants fødenavn. Et tredje eksempel er, hvor Earl Williams forsøger at slippe ud af jalousilågen i det skrivebord, hvor han har gemt sig, og Grants figur siger: "Get back in there, you Mock Turtle!" Replikken refererer dels til den figur, Grant spillede i Alice i Eventyrland fra 1933 som The Mock Turtle, dels til en replik fra teaterudgaven af filmen "Get back in there, you God damned turtle!".

## Andre versioner
Senere samme år blev der i USA lavet et radiospil af Sensationen med Claudette Colbert i den kvindelige hovedrolle. Året efter blev der lavet en ny radioudgave på The Screen Guild Theatre, hvor Grant og Russell gentog deres roller.
Filmen fra 1988 Teknisk uheld med Burt Reynolds, Kathleen Turner og Christopher Reeve er løst baseret på filmens historie.